# Johann Weinlob

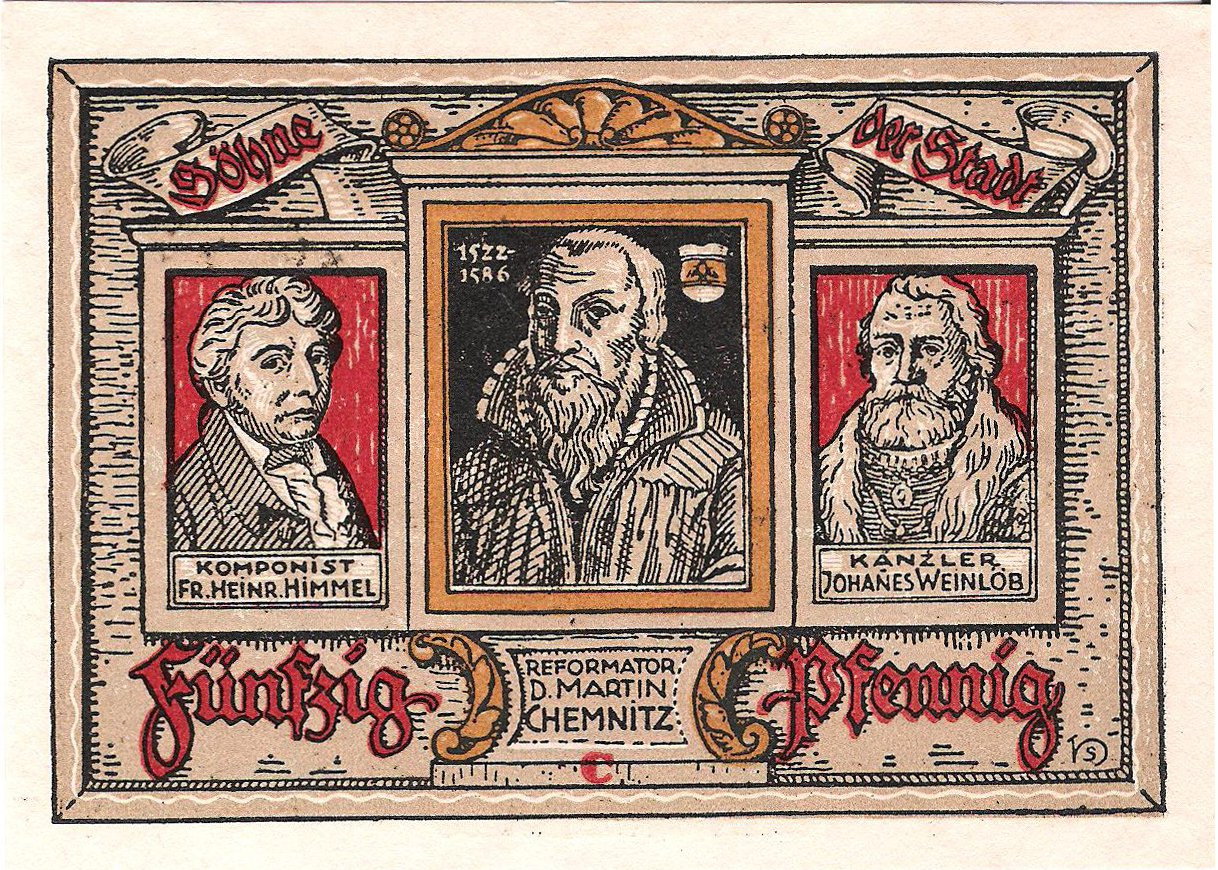
Johann Weinlob auf der rechten Seite eines Notgeldscheins, Treuenbrietzen 1921

Johann Weinlob (auch Johann Weinlöben, Johann Weinleb, Johann Weinleben, Johann Weinlaub; * in Treuenbrietzen, Kurfürstentum Brandenburg; † 10. Februar 1558 vermutlich in Berlin) war ein märkischer Jurist und Kanzler des Kurfürsten Joachim II. von Brandenburg, für den er die Reformation in Brandenburg mit einführte. Er wurde in der Nikolaikirche (Berlin) beigesetzt.

## Familie
Weinlob war verheiratet mit Margaretha Ohne(n).
Aus der Ehe sind nach Holtze die Sohne Johann und Joachim sowie die Töchter Ursula, Anna und Margarethe hervorgegangen:
- Johann Weinleben.[3] († 1583). Johann Weinleben studierte in Frankfurt/Oder und war in der brandenburgischen Kanzlei des Kurfürsten ab 1565, zuletzt als Dezernent beschäftigt. Er war mit der Tochter des brandenburgischen Küchenmeisters und Bürgermeisters in Berlin Hans Tempelhof des Jüngeren (1505–1557) verheiratet.[4] Er wird in dem unten genannten Vertrag bezüglich der Übertragung des Gutes in Wahrburg erwähnt.[5] Beide Söhne (Johann und Joachim) erhielten im Jahre 1552 das Lehen „Andreä die Erste“ in Stendal von dem Kurfürsten.[6]
- Anna Weinleben.[3] Sie heiratete den Kurfürstlich-Brandenburgischen Kammergerichtsrat Lucas Hoffmeister.[7] Aus dieser Ehe entstammte Catharina Hoffmeister, die den Juristen und Domherrn zu Havelberg Lucas Luidtke heiratete.[7] Nach dem Tod von Lucas Luidtke heiratete Catharina den im Jahre 1612 verstorbenen Bürgermeister von Stendal Johann Salzwedel, beide in zweiter Ehe. In dem o. g. Aufsatz von Holtze wird die Ehefrau des Hoffmeister zwar mit dem Namen „Ursula“ bezeichnet. Dies ist aber wohl eine Namensverwechselung, da in der o. g. Leichenpredigt die Mutter mit dem Namen „Anna“ bezeichnet wird. In dem Stammbaum der Familie Salzwedel[8] wird „Catherina Hoffmeisterin“ als Witwe des Domherrn zu Havelberg Lucas Lüdecke und Tochter des Churfürstlich Brandenburgischen Raths zu Berlin Lucas Hoffmeister genannt. Eine weitere Tochter der Eheleute Lucas und Anna Hoffmeister war Margarethe Hoffmeister. Sie war verheiratet mit Sebastian Brunnemann, Kammergerichtsadvokat und mehr als drei Jahrzehnte Bürgermeister von Cölln.[9]
- Friedrich Weinleben († 21. August 1550). Das Epitaph für Friedrich Weinleben, Sohn des Kanzlers Johann Weinleben (dat. 1552, dem Berliner Hofmaler M. Ribestein zugeschrieben; rest. 1976. „Christus segnet die Kinder“, italianisierend, in schlichter Holzrahmung) wurde im Jahr vom Rat der damals selbständigen Stadt Neustadt Brandenburg in der Schöppenkapelle der Stadtkirche St. Katharinen in Brandenburg an der Havel errichtet.[10] und wird zurzeit nur provisorisch aufbewahrt.[11] Es zeigt einen die Kinder segnenden Christus.[12]
- Joachim Weinleben.[3] Er wird ebenfalls in dem unten genannten Vertrag bezüglich der Übertragung des Gutes in Wahrburg erwähnt.[5] Auch war er an der seinem Bruder Johann Weinleben erfolgten Verleihung des Lehens in Stendal beteiligt. Im Jahre 1555 verlieh das Capitel das Lehen „Andreä die Andere“, das nach dem Tode des Jacob Belkow erloschen war, dem Sohn des Kanzlers, Joachim Weinleben „in causam studiorum“. Am 21. April 1561 erhielt Joachim Weinleben nach dem Tode des Dechanten und letzten katholischen Domherrn des Domstifts zu Havelberg Petrus Conradi dessen Präbende und war danach Domherr in Havelberg.[13] Matthäus Ludecus widmet in dem Titelblatt zu seinem Buch „Complet Gesang Simeonis des gerechten“ das Werk u. a. Joachim Weinleben.[14] Der Sohn von Matthäus Ludecus, Lucas Luidke, war, wie oben ausgeführt, mit Joachim Weinleben verschwägert.
- Ursula Weinleben.[3] Oben ist schon dargelegt worden, dass Johann Weinleben sen. zwei Töchter mit den Namen „Anna“ und „Ursula“ hatte. Eine Tochter war verheiratet mit dem Rat Joachim Zerer, einem Enkel des Kanzlers Dr. Sigismund Zerer (Kanzler von 1483 bis 1510).Holtze sagt zwar, dass Ursula mit Hoffmeister und Anna mit Zerer verheiratet war. Dies ist wohl ein Irrtum, was sich aus den Ausführungen zu Anna ergibt.

Schwager des Kanzlers Weinlob war der Wittenberger Seidenhändler Georg Reiche, der zusammen mit seiner Ehefrau auf der Rückreise von der Messe zu Frankfurt a. d. O. mit dem Gefährt, auf dem er zugleich seine Güter bei sich führte, in der Mittagsstunde des 23. Juli 1538 in die Nähe von Jüterbog gelangte. Hier wurden sie auf der Landstraße von vier Bewaffneten zu Pferd angehalten. Der Anführer war Hans Kohlhase, der Frau Reiche mit den Worten: „Da habt Ihr einen Brief, den bringt mir dem Bürgermeister von Wittenberg“. Dieser war aber nicht bereit, Lösegeld zu zahlen. Reiche wurde gestattet, mit seinen Verwandten Kontakt aufzunehmen, so auch mit seinem Schwager Johann Weinlob, der seinerzeit Sekretär und nachmaliger Staatskanzler des Brandenburger Kurfürsten war. Dieser war nicht länger bereit, Kohlhase, der zwar aus Brandenburg stammte, aber den Geleitbrief zurückgegeben hatte, bei seiner Fehde gegen das Kurfürstentum Sachsen weiterhin zu unterstützen. Brandenburg sagte nur einige Tage später Sachsen die lange begehrte Verfolgungshilfe zu. Durch Lockspitzel wurde Kohlhase mitgeteilt, dass der Kurfürst Joachim zu Verhandlungen in Berlin bereit sei. Kohlhase begab sich mit seiner schwangeren Frau nach Berlin, wurde dort verhaftet, zum Tode verurteilt und hingerichtet.
Die Geschichte des Hans Kohlhase war Vorbild für die Novelle von Heinrich von Kleist über Michael Kohlhaas.
Die Geschichte des Hans Kohlhase wurde nicht nur von Kleist, sondern auch von anderen Schriftstellern erzählt.

## Berufliche Tätigkeit

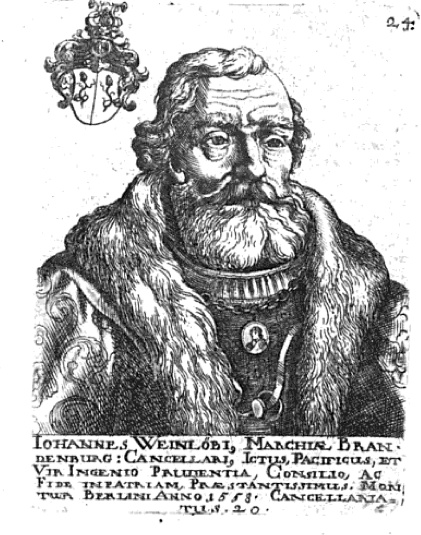
Kanzler in Brandenburg und erster Vorsitzender des Kurbrandenburgischen Kammergerichts.
aus Seidels Bildersammlung

Im Jahr 1538 traf der gerade inthronisierte Kurfürst Joachim II. nach vierjährigem Zögern die Entscheidung für eine Abkehr von der bisherigen Kirchenpolitik seines Vaters Joachim I. unter Einfluss des kurfürstlichen Rates und späteren Kanzlers Johann Weinlob sowie nach einem Besuch Philipp Melanchthons am kurfürstlichen Hof. Der Kurfürst vertraute ihm schon vor der offiziellen Ernennung zum Kanzler neben dem Theologen Jacob Stratner nach Einführung der Reformation die Aufsicht über die Kirchen in der Mark Brandenburg an.
Als der Kurfürst sich insgeheim aufgelöste Klöster und katholische Kirchenvermögen aneignete, ging Weinlob dagegen vor. Auch mancher unangemessenen Belastung der Bauern ließ er Einhalt gebieten.
Im Jahr 1541, während der Teilnahme des Kurfürsten am Reichstag in Regensburg, gehörte Johann Weinlob zu den „heimgelassenen Räthen“, die mit Hans von Arnim, dem Landvogt der Uckermark, als Statthalter an der Spitze „alle Sachen auf’s Fleißigste zu bestellen“ hatten.
Weinlob führte nach seiner Ernennung zum Kanzler den Vorsitz in dem von sechs adligen und sechs gelehrten Räten besetzten Kammergericht.
Er sorgte für die Nutzbarmachung des kirchlichen Vermögens für die lutherischen kirchlichen Zwecke, bei der die verschiedensten Rechte und Ansprüche zu berücksichtigen waren. Er hat nach Verhandlungen mit Städten und Rittergutsbesitzern Vergleiche (Visitationsrezesse) abgeschlossen, die bezogen auf die Feststellung der märkischen Kirchen noch immer gelten.
Das Kammergericht unter dem Vorsitz von Weinlob nahm auch Klagen märkischer Freisassen gegen ihre Gutsherren an, in denen auf die Feststellung der ländlichen Dienste geklagt wurde. Dieser drohenden Bauernbefreiung trat der Adel entgegen, und erreichte, dass Weinlobs Nachfolger Lampert Distelmeyer das Kammergericht zu einem Stützpunkt für den absterbenden Feudalstaat umorganisierte.

## Kanzlerhaus Berlin-Mitte, Poststraße 11
Weinleben erhielt vom Kurfürsten als Kanzleigebäude und Wohnung das Kanzlerhaus Berlin-Mitte, Poststraße 11 unter Befreiung von allen Lasten. Nach dem Tode des Enkels Johann Weinleben fiel es als Burglehen dem Kurfürsten anheim, der es seinem Kammerdiener Hermann verlieh.
Das Haus bewohnte vorher der Wolfgang Kettwig (auch Kettwich), der im Dezember 1541 starb. Erst im September 1587 bezog der Kanzler Lamprecht Di(e)stelmeyer das Haus in der Poststraße 11 – das Kanzlerhaus. Er hatte vom März 1558 bis 1588 das kurfürstliche Kanzleramt inne. Di(e)stelmeyer leitete die wichtigsten diplomatischen Angelegenheiten des Kurfürsten Joachim II. Hector (1505–1571) von Brandenburg sowie ab 1571 von dessen Sohn Johann Georg (1525–1598) von Brandenburg. Di(e)stelmeyer verstarb in der Poststraße im Oktober 1588.
Die Stadt Berlin brachte im Jahre 1896 an dem Kanzlerhaus folgende Gedenktafel an, die entfernt oder nicht mehr vorhanden ist.
Dem Andenken der Kurfürstlichen Kanzler

Joh. Weinleben 1541–1558

Lamp. Distelmeier 1558–1588

die hier wohnten und starben.

## Erwerb des Dorfes Wahrburg
Kurfürst Joachim II. von Brandenburg (1505–1571) belehnte seinen Kanzler Johann Weinleben († 1558) mit der Anwartschaft auf eine Hälfte des Dorfes Wahrburg, die die Brüder Andreas und Palm Rynow zu Lehen hatten. Am 15. November 1547 belehnte er ihn auch mit der Anwartschaft auf die andere Hälfte des Dorfes Wahrburg.
Am 24. August 1569 verkauften oben genannten Brüder Johann und Joachim Weinleben zu Berlin das seinerzeit ihrem Vater von Kurfürst Joachim verliehene Angefälle auf das Dorf Wahrburg – Lehnsbesitz der Brüder Andreas und Palm Rynow sowie des Hans Kolck zu Stendal – an Claus Goldbeck, Bürgermeister zu Stendal, und seine Brüder und Vettern Andres, Georg, Heinrich und Gregorius, die aus dem Werbener Zweig der Familie der Familie Goldbeck stammten, für 100 Gulden.

## Epitaph des Kanzlers Johannes Weinleb mit der Geschichte des Tobias
In der Nikolaikirche (Berlin) wurde an der Nordwand im Jahr 1558 ein Epitaph aus Alabaster zum Gedenken an Weinlob errichtet.
Es zeigte Szenen, in denen Tobias und Sara aus dem Buch Tobit aus dem Alten Testament dargestellt wurden. Die einzelnen Bilder zeigten: Tobias und Sara beten; Tobias nimmt Abschied von seinen Eltern; Hanna beweint die Abreise ihres Sohnes; Tobias fängt den Fisch und zieht ihn an Land; die Heilung des Tobit: Tobias legt die Galle des Fisches auf die Augen seines Vaters; in der Nacht begräbt Tobit den toten Mann; Christus als (himmlischer) Richter. Das Epitaph befand sich „am zweiten Pfeiler an der Orgel unten“. Der Name des Künstlers ist unbekannt. Er war Italiener.
Abbildungen des Epitaphs sind zu sehen in der „Deutschen Digitalen Bibliothek“, im „Bildindex“ und bei Europeana.
Beschreibungen befinden sich in vielen Abhandlungen über die Nicolaikirche.
In dem Buch von Schubring wird das Epitaph nicht erwähnt, obwohl es Fotografien gibt, die später entstanden sind.
Die Kirche wurde 1939 zum Zwecke ihrer „stilreinen Restaurierung“ vorübergehend geschlossen, aber zunächst in keiner Hinsicht geräumt. Dies geschah erst unter dem Eindruck des nahenden Bombenkrieges 1943. Neben der unmittelbaren Kriegseinwirkung gingen jedoch die meisten Verluste auch auf das Konto der langen Jahre, in denen die Nikolaikirche als quasi herrenlose Ruine (nach oben) offen gestanden hat. Das Weinlöben-Epitaph wird wohl zu den Kunstwerken gehört haben, die bereits 1943 ausgelagert wurden. Das Schicksal dieser ausgelagerten (= beweglichen) Ausstattungsstücke in den Kriegs- und Nachkriegsjahren ist dabei nicht belegt. Von vielen wichtigen Werken fehlt bis heute jede Spur. Das Stadtmuseum Berlin verfügt über zahllose, noch nicht wieder restaurierte bzw. zurückgeführte Epitaphien bzw. Spolien. Das Weinlöben’sche ist nicht darunter.

## Abbildung von Lucas Cranach d.J.

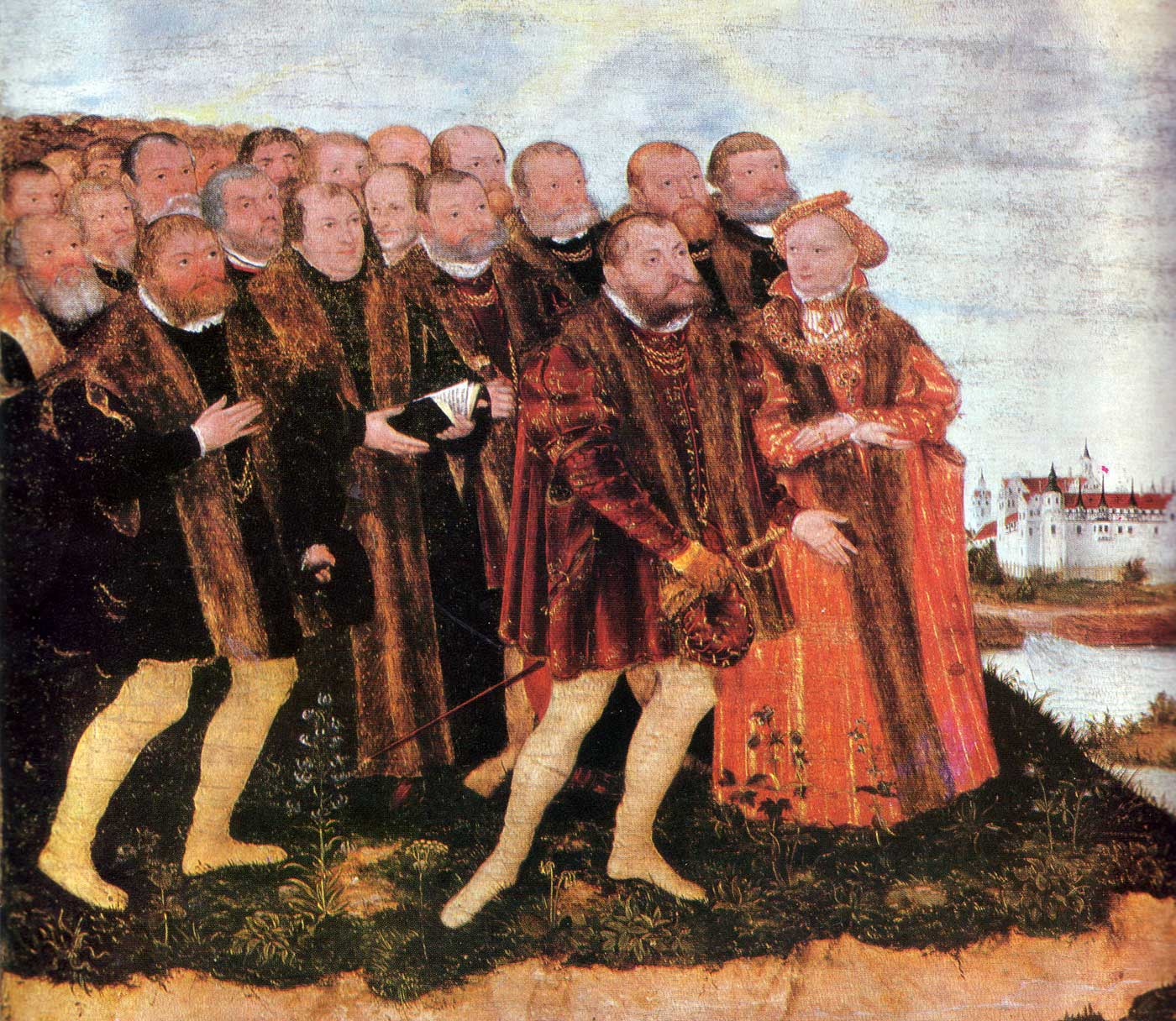
Lucas Cranach der Jüngere Die Taufe Christi -Ausschnitt-

Auf dem Bild Lucas Cranachs des Jüngeren Die Taufe Christi mit den Bildnissen des Markgrafen von Brandenburg-Küstrin, seiner Gemahlin und seiner Freunde ist Weinleben (vorne links, 2. Reihe hinter Martin Luther) zu sehen.
Zu dem Bild und der Zuschreibung der abgebildeten Personen wird auf die Ausführungen von Max Friedländer und Wilhelm Hammer verwiesen.